# نیروگاه بیستون
نیروگاه بیستون کرمانشاه، یکی از نیروگاه‌های ایران با ظرفیت تولید ۶۴۰ مگاوات است که شامل ۲ واحد بخار ۳۲۰ مگاواتی در زمینی به مساحت ۱۳۰ هکتار است. نیروگاه بیستون در کیلومتر ۲۵ جادهٔ کرمانشاه - بیستون قرار دارد و در سال ۱۳۷۳ ساخته شده است. پروژهٔ توسعهٔ این نیروگاه توسط صنایع آذرآب به انجام رسیده است.
در ۹ آذر ۱۳۸۷، کلنگ عملیات احداث ۲ واحد بخاری با ظرفیت هر کدام ۳۲۰ مگاوات به زمین زده شد. سوخت اصلی بویلر هریک از واحدها گاز طبیعی است و از مازوت نیز به‌عنوان سوخت دوم استفاده می‌شود. آب موردنیاز نیروگاه نیز از طریق ۳ حلقه چاه فلمن که در ۶ کیلومتری نیروگاه و در مجاورت رودخانه گاماسیاب واقع شده، با ظرفیت آب‌دهی جمعاً ۲۰۰۰ متر مکعب در ساعت پمپاژ و به‌وسیلهٔ لوله به مخازن نگهداری آب در نیروگاه منتقل می‌شود. این نیروگاه برای اولین بار در سال ۱۳۷۳ به‌صورت موازی به شبکه سراسری متصل شده است.
همچنین طرح توسعهٔ نیروگاه بیستون کرمانشاه به میزان ۸۸۰ مگاوات به صورت B.O.O (ساخت، تملک و بهره‌برداری) با سرمایه‌گذاری مستقیم صنایع آذرآب در حال اجرا می‌باشد.
در ۴ ماه اول سال ۱۴۰۱ بیش از ۱/۳ میلیارد کیلووات ساعت انرژی الکتریکی در نیروگاه بیستون تولید شده است که نسبت به مدت مشابه در سال گذشته رشدی ۱۷ درصدی را نشان می‌دهد.